# Іусат

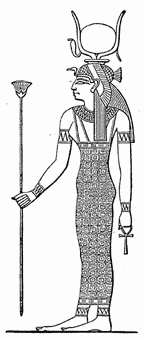
Богиня Іусат в «рогатій короні», яка укріплена на платформі — модіусі, яка в свою чергу розміщена на золотому карбованому Коршуні (священний птах богинь Нехбет і Мут).

Іусат (Іусасет) «найвеличніша серед тих, хто сходить» — одна з перших богинь в давньоєгипетської міфології. Її також називають «бабусею всіх божеств». Ця згадка була без посилання на діда, проте можливо існував стародавній міф, який оповідає про це, але він з плином часу був загублений. У цьому міфі розповідалося про народження божества за допомогою партеногенезу в регіоні, де був культ цієї богині (поруч з дельтою Ніла). Альтернативні варіанти написання імені Іусат: Юсаес, Осаас, Іусас і Юсас, також відомий давньогрецький варіант Саосіс. Ототожнювалася з богинею Хатхор.

## Ототожнення з акацією
Богиня Іусат ототожнювалася з акацією, яка вважалася деревом життя і одним з найстаріших дерев на землі. Це дерево знаходилося в одному з місць на північ від міста Іуну, яке вважалося місцем народження всіх богів. Богиня Іусат володіла цим деревом. Акація була відома своєю міццю, витривалістю, лікувальними властивостями і їстівними плодами. Єгиптяни використовували це дерево як важливу сільськогосподарську культуру.

## У мистецтві
В давньоєгипетському мистецтві Іусат зображували у вигляді жінки з рогатою короною, з уреєм і сонячним диском, укріпленим на платформі модіусі, яка в свою чергу була розміщена на золотому карбованому стерв'ятнику (Коршуні); в одній руці у богині був анх, а в іншій папірусний скіпетр Уаджит. Стерв'ятник був священним птахом для стародавніх єгиптян і символізував богиню Нехбет (одна з двох богинь, що захищали Єгипет), також вважалося, що вона розмножувалася шляхом партеногенезу. Ця думка ототожнювала її з аналогічним уявленням єгиптян про материнство Іусат. Стерв'ятників також розглядали як надзвичайно хороших матерів, що піклуються про своє потомство. Коров'ячі роги, урей і сонячний диск пов'язують Іусат з такими богинями як Бат і Хатхор.
Через зв'язок Іусат зі стерв'ятником і уреєм, можна припустити, що вона таким чином пов'язує Верхній і Нижній Єгипет, так само як і богиня Мут, з якою її теж ототожнюють.
Хоча походження богині до кінця неясно, Іусат з'явилася досить рано в єгипетському пантеоні, що в свою чергу пов'язує її з першотворенням і створенням богів. Багато міфів говорять про те, що Іусат була матір'ю першого божества і бабусею всіх наступних божеств, спостерігала за народженням своїх онуків. Вона була одним з головних божеств протягом усіх культурних епох Єгипту: перського, гіксосського, грецького і римського, незалежно від змін у міфології єгиптян.

## Зміни в міфах
Відповідно до одного з міфів, Іусат і Атум були батьками перших богів Шу і Тефнут. У цьому міфі вона часто описується як його тінь, сестра або дружина. Пізніше, інші богині також стали ототожнюватися з Атумом, а в одному з варіантів міфу розповідалося про те, що саме він породив всіх божеств, але як вважають вчені, цей варіант був відкинутий багатьма культурними та релігійними центрами.
У період Стародавнього царства єгиптяни вірили, що Атум піднімав душі фараонів з гробниці до зоряних небес.В період Нового царства, відбулося злиття міфу про Атума з пантеоном Ра, який пізніше був описаний як творець і сонячне божество, так з'явився його культ. Два тотожних один одному бога були об'єднані в єдине божество Атум - Ра. Після злиття двох божеств, Ра розглядався як полуденне сонце, Атум як вечірнє сонце, що заходить на заході (його зображували як старого, що спирається на посох), а Хепрі був ранковим сонцем, що піднімається на сході. У пізніші часи богиню Іусат стали ототожнювати з Оком Ра.